# Mario Pineida
Mario Alberto Pineida Martínez, também Mario Pineida (Santo Domingo de los Tsáchilas, 6 de julho de 1992), é um futebolista equatoriano que atua como lateral-esquerdo. Atualmente defende o Barcelona de Guayaquil.

## Títulos
Barcelona de Guayaquil
- Campeonato Equatoriano: 2016 e 2020

Fluminense
- Campeonato Carioca: 2022
- Taça Guanabara: 2022